# قطعنامه ۶۲۹ شورای امنیت
قطعنامه ۶۲۹ شورای امنیت سازمان ملل متحد که در تاریخ ۱۶ ژانویه ۱۹۸۹ تصویب شد، سندی بین‌المللی دربارهٔ نامبیا است. این قطعنامه طی نشست ۲۸۴۲ام با ۱۵ رای موافق، ۰ مخالف و ۰ ممتنع تصویب شد.